# Мумтаз, Салман
Салман Мумтаз (азерб. Salman Mümtaz; псевдоним Салман Мамедамин оглы Аскеров (азерб. Salman Məmmədəmin oğlu Əsgərov); 1884, Нуха — 1941, Орёл) — азербайджанский поэт, литературовед, текстолог и книговед, собиратель средневековых рукописей, член Союза писателей Азербайджана (с 1934 года). Работал научным сотрудником I разряда сектора литературы Института языка и литературы Азербайджанского филиала Академии наук СССР, был руководителем отделения азербайджанской литературы Азербайджанского государственного научно-исследовательского института (1929—1932).
Учился в Ашхабаде. С 1910 года выступал в «Молла Насреддине» и других журналах со стихами и фельетонами против религиозного фанатизма и отсталости. Помимо родного азербайджанского владел персидским, арабским, русским, турецким и урду языками. Салман Мумтаз подготовил к изданию сочинения классиков азербайджанской литературы: Насими, Ковси Табризи, М. П. Вагифа, Г. Закира, Мирза Шафи Вазеха и др. В 1927—1928 гг. им опубликованы образцы азербайджанской ашугской поэзии в двух томах. Он также составил научно-критические тексты произведений Хатаи, Физули и др.
Став жертвой сталинских репрессий, Мумтаз был арестован в октябре 1937 года и приговорён к 10 годам лишения свободы. Будучи в заключении, был расстрелян в сентябре 1941 года в городе Орёл. 270 собранных им манускриптов погибли при аресте. В 1956 году реабилитирован (посмертно).

## Биография

### Юность
Салман Мамедамин оглы Аскеров родился 20 мая 1884 года в городе Нуха (ныне — город Шеки в Азербайджане), в квартале (махалля) Гянджали. Отец Салмана Мамедамин был торговцем, и семья долгое время жила в Средней Азии.
Дед Мумтаза Агаалескер был очень богатым человеком. Вскоре после его смерти умерла и его жена, а дом сгорел. Оставшись сиротой, Мамедамин нашёл приют у дяди, брата Агаалескера, и начал работать подмастерьем у ювелира. Повзрослев, Мамедамин отправился на паломничество в Мешхед. Обратно же вернулся через Ашхабад, поскольку слышал, что здесь можно очень дёшево купить землю. Мешади Мамедамин на накопленное и привезённое из Шеки золото покупает большое количество земли в Ашхабаде. Здесь он строит новое имение, обретает караван-сарай и лавку. Готовясь привезти свою семью в Ашхабад, Мамедамин умирает от пневмонии в 1887 году, в 32 года.
В 1900 году жена Мамедамина Мешади Захра-ханум (1865—1938), забрав из Баку своего младшего брата Кербалаи Аскера тайно переезжает в Ашхабад в имение своего покойного мужа. В Ашхабад она привозит и своих сыновей Салмана и Аскера. Вскоре её старший брат Кербалаи Мовсум также переезжает к ним. Мешади Захра-ханум была родственницей Мирзы Фатали Ахундова. Она приобрела большой сундук и пока её сыновья росли, копила в нём золото (позднее эти золотые деньги Салман Мумтаз тратил на приобретение азербайджанских рукописных книг и благотворительность).
С самого детства Салман проявлял большой интерес к наукам, знал в совершенстве персидский и арабский языки. Образование получил в Ашхабаде, там же и выучил персидский и арабский языки. В Ашхабаде он учился у педагога по имени Мирза Асадулла, у которого помимо арабского и персидского языков выучил и урду. В 1893 году в возрасте 9 лет он знакомится в Ашхабаде с Мирзой Алекпер Сабиром. Этой встречей у Салмана зарождается любовь к литературе. Проведя всего 3 учебных месяца у муллы, Мумтаз начал усердно работать над собой и к 22 годам знал уже персидский, арабский, русский и урду языки, изучил творчество классиков восточной поэзии. Также Мумтаз выучил наизусть ряд стихов. Интерес к восточной литературе у Мумтаза пробудило также знание языков исламских народов.
Вскоре Мумтаз начал работать в лавке своего дяди Кербалаи Мовсума. В это время он начинает собирать тюркские (азербайджанские) рукописи.

### Сотрудничество с «Молла Насреддин»

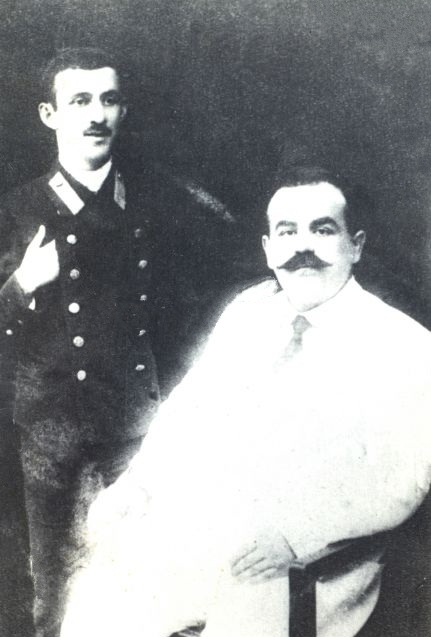
Окончивший Ашхабадскую гимназию и обучавший его Салман Мумтаз. День окончания гимназии. Ашхабад

После того, как в Тифлисе начал выходить азербайджанский сатирический журнал «Молла Насреддин», своё место среди авторов журнала занял и Мумтаз. В то же время он писал стихи в классическом стиле. В Ашхабаде он со своими товарищами создал литературное собрание. Согласно турецкому литературоведу Явузу Акпынару, в 1908-1909 гг. Мумтаз привлёк внимание читателей своими сатирическими стихами и статьями, которые публиковались потом как в журнале «Молла Насреддин», так и в других органах азербайджанской печати. В этих произведениях, по словам Акпынара, Мумтаз «побуждал у читателя любовь к родине и нации, обличал недостатки в социальной жизни».
Впервые с журналом Мумтаз начал переписываться в 1906 году, когда тот дошёл до Ашхабада. Мумтаз посылал в редакцию письма, небольшие заметки, а иногда и стихи. Написанное им совместно с Абдуррагим-беком Ахвердовым и Курбанали Шарифзаде «Путешествие Мозалан бека», изданное в 1908 году в журнале, считается одним из первых успехов Мумтаза. Повторная встреча в 1910 году с Мирзой Алекпер Сабиром и двухнедельное общение навсегда связало Мумтаза с литературой. Азербайджанский литературовед и историк Адалет Тагирзаде отмечает, что именно после поощрения Сабира в журнале «Молла Насреддин» начал появляться псевдоним Мумтаза «Хортдан-бек».
В 1913 году в Тифлисе в издательстве редактора журнала Мирзы Джалила Мамедкулизаде «Гейрат» Мумтаз издаёт свою первую книгу «Биография Сеид Ахмед Хатифа Исфахани». Будучи 3 месяца в Тифлисе купец Салман Аскерзаде знакомится с Аббасом Сиххатом, оказывает ему материальную помощь в издании Хоп-хопнаме скончавшегося 2 года назад Сабира. В Тифлисе он дружит с Мирзой Джалилом и финансирует выпуски журнала «Молла Насреддин». Газета «Игбал» в 1913 году писала о Салмане Аскерове как об одном из 11 самых способных современных поэтов Кавказа. К этому времени в журнале Молла Насреддин было опубликовано 12 его стихотворений, отмечающих, согласно газете, недостатки народа, и «указывающих на путь его спасения». В 1916 году Мумтаз всеми силами старается поставить на сцене Ашхабада пьесу Мирзы Джалила «Мертвецы», но местные власти этого не допускают.
До 1918 года Салман Мумтаз проживал в Ашхабаде, публиковал в журнале «Молла Насреддин» стихи и фельетоны, направленные против религиозного фанатизма и невежества. Мумтаз содействовал также в распространении журнала «Молла Насреддин» в Средней Азии и других регионах.

### Возвращение в Азербайджан

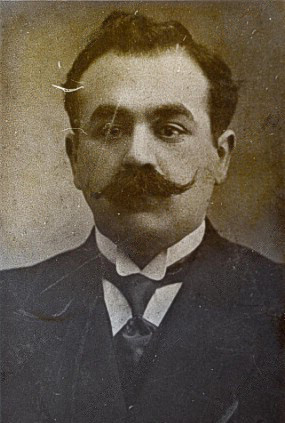
Салман Мумтаз в 1917 году

В 1918 году вместе с семьей он вернулся в Баку и начал журналистскую деятельность в газете «Азербайджан». Уже в этот период он интересовался документами, связанными с творчеством азербайджанских классиков. В этот период уже была провозглашена Азербайджанская Демократическая Республика.
Некоторое время Салман Мумтаз жил в 3-м доме на улице Краснокрестовская (ныне — улица Шейх Шамиля), в имении своего шурина Агарзы, открыл лавку на улице Барятинская (позже Фиолетова, ныне Абдулкерима Ализаде) в доме 6/23. С 1919 года, будучи членом общества «Зелёная ручка», тратил огромные деньги на успешную деятельность этого общества.
Считая независимость Азербайджана самым огромным национальным достоянием, он высоко ценил каждого, чья в этом была заслуга, в том числе Энвер-пашу и Нури-пашу. В 1918 году, встретившись в Шеки с Нури-пашой, Мумтаз прочитал ему сочинённую экспромтом свою газель «Гордись, нация!», которую ему же и посвятиль, а также мухаммас «Энвериййе», которую Мумтаз посвятил старшему брату Нури-паши и военному министру Османской империи Энвер-паше.
Азербайджанский актёр и режиссёр Рза Тахмасиб, вспоминая литературные вечера с Гусейном Джавидом в гостинице «Тебриз», отмечал:
Салман Мумтаз с  приятной гармоничностью читал наизусть стихи на персидском и азербайджанском. У него была очень хорошая память.
Но, будучи автором сотни стихотворений, Салман Мумтаз отдавал большее предпочтение исследованиям. И он всеми силами старался выявить, изучить, сохранять и распространять азербайджанскую литературу.
С 1924 года Салман Аскерзаде был поверенным управления «Азерпоставка» в Шеки, Куткашене, Загатале, Гахе и Лагодехи. Также работал в Комиссариате народного просвещения.

### Научная деятельность

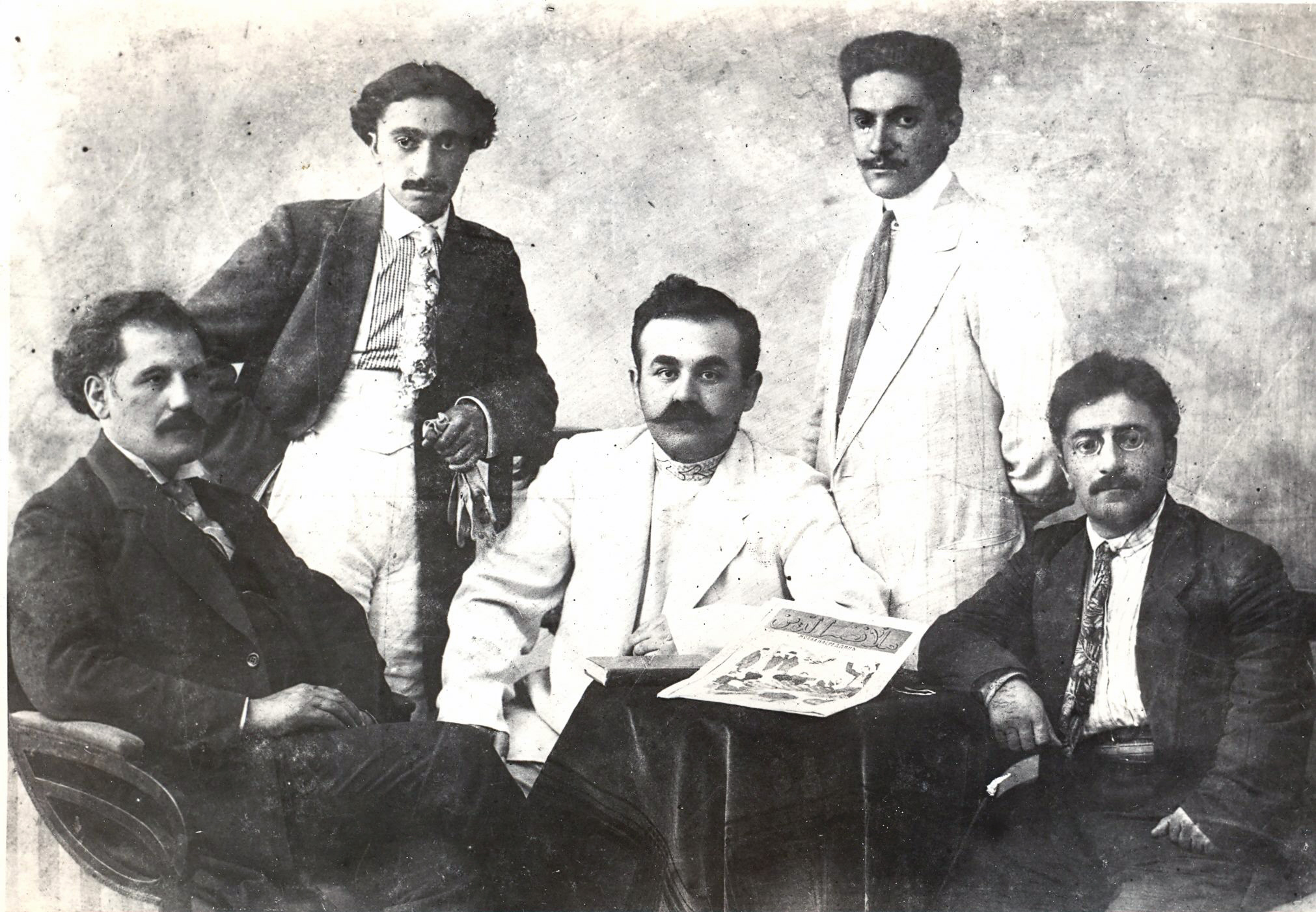
Абдуррагим-бек Ахвердов, Рзакули Наджафов, Салман Мумтаз, Зейнал Мамедов и Аликули Гамгюсар

После установления в Азербайджане советской власти Мумтаз начал заниматься собиранием, публикацией и исследованием классического литературного наследия. Он выявил ряд неизвестных ранее рукописей азербайджанских поэтов и ашугов. За период с 1920 по 1925 год Мумтазу удалось собрать около 200 книг, статей и рукописей различных авторов — представителей азербайджанской литературы и искусства. В газете «Коммунист» под заголовком «Забытые литья» (азерб. Unudulmuş yarpaqlar) публиковал статьи об азербайджанской литературе. После 1920 года Мумтаз был организатором и председателем комиссии по восстановлению азербайджанской словесности. Был автором 15 книг по истории азербайджанской литературы, 2 — по народной литературе, в том числе: три тома сочинений Физули, сборник «250 поэтов», «Диван» Хатаи, «Сеид Ахмед Хатиф», «Али Бакуи», «Шаки савлары» и др.
В 1925-26 гг. в издательстве газеты «Коммунист» в серии Азербайджанской литературы Салман Мумтаз издал книги, посвящённые 24 поэтам, среди которых были Насими, Ковси Табризи, Нишат Ширвани, Ага Масих Ширвани, Молла Панах Вагиф, Касым-бек Закир, Мирза Шафи Вазех и др. Многие из этих изданий представляли собой первые сборники произведений этих поэтов.
Мумтаз опубликовал книгу «Эль шаирляри» («Народные поэты»; 1 и 2 тома, 1927-28, повторное издание в 1935), состоящее из образцов ашугской поэзии, а также баяты (четверостишья) Сары Ашуга (1927, 1934).

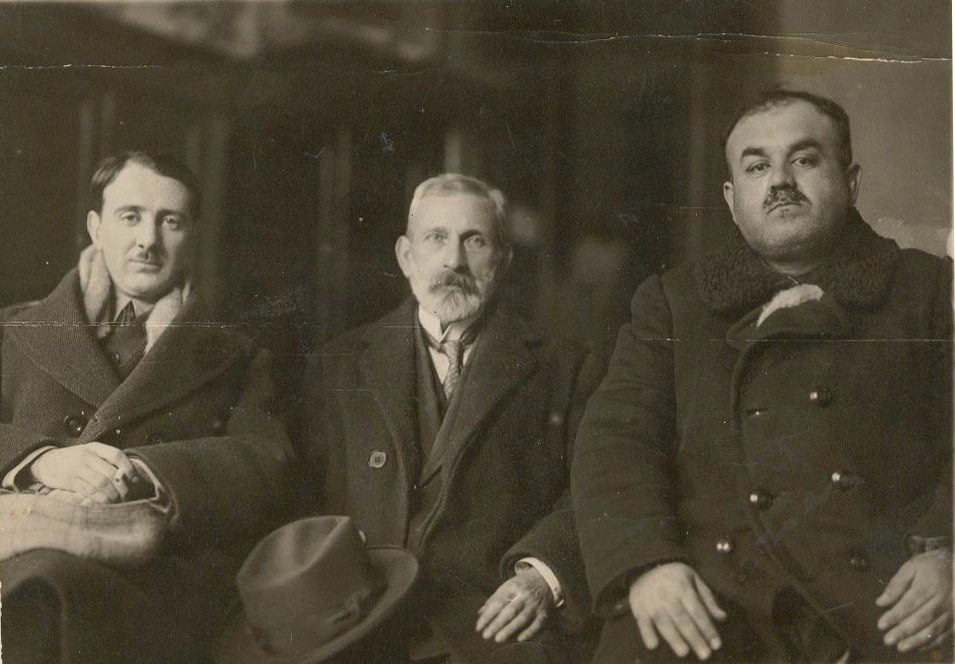
Мехмет Фуат Кёпрюлю-3аде, Али-бек Гусейнзаде и Салман Мумтаз на Первом тюркологическом съезде в Баку в 1926 году

В 1926 году Салман Мумтаз принял участие в проходившем в Баку Первом тюркологическом съезде. На этом съезда он представил свою книгу про Насими. Здесь же он познакомился с профессором Мехмет Фуатом Кёпрюлю-3аде и профессором Али-беком Гусейнзаде (в 1950 году Кёпрюлю снова прибывает в СССР, но уже в качестве министра иностранных дел Турции, желает встретиться с Салманом Мумтазом, но его пожелание оставляют без ответа, Мумтаза в это время уже не было в живых). Выступая с докладом на съезде, татарский литературовед Газиз Губайдуллин отметил предпосланные Салманом Мумтазом в каждой брошюре, выпущенной газетой «Коммунист» с произведениями азербайджанских поэтов, «ценные биографические сведения» об этих поэтах. Также в 1926 году, ознакомленные с личной библиотекой Мумтаза («Китабханейи-Мумтазиййе»), академики Василий Бартольд и Сергей Ольденбург были поражены научной ценностью и большим количеством имевшихся в библиотеке рукописей.
Деятельность Салмана Мумтаза была в известной степени навеяна и вдохновлена постановлениями руководства Азербайджанской ССР о литературе и искусстве в 1925 и 1932 гг. Этот период творчества Мумтаза, а точнее написанные им книги «Сары Ашуг» и «Эль шаирляри», упоминается профессором, доктором филологических наук А. М. Набиевым в книге «Думы и чаяния нашего народа».
С 1929 по 1932 год он был директором отдела азербайджанской литературы докапиталистического периода Азербайджанского государственного научно-исследовательского института. С 1932 года работал Азербайджанском государственном музее. В то же время с 1933 по 1936 год Мумтаз руководил отделом классического наследия издательства «Азернешр». С 1933 года был научным сотрудником отдела литературного наследия Азербайджанского филиала Академии наук СССР (АзФАН), а с апреля 1937 года — был директором Института языка и литературы филиала. Являлся сотрудником I разряда сектора литературы Института языка и литературы Азербайджанского филиала Академии наук ССР.

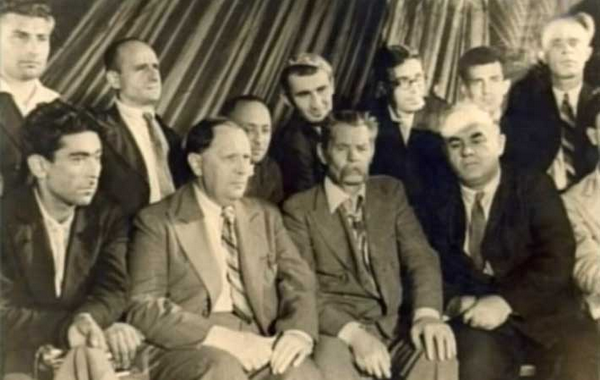
Салман Мумтаз среди участников Первого съезда советских писателей в 1934 году в Москве. Справа от него сидят: Максим Горький, Алексей Толстой и Самед Вургун; за ним стоят Мехти Гусейн и Джафар Джаббарлы

В 1934 году он принимал участие в работе Первого съезда советских писателей в Москве. В докладе Мамед Кязима Алекперли, прочитанном на съезде, была отмечена роль Салмана Мумтаза в исследовании наследия поэта Мирзы Шафи и возвращении его имени в азербайджанскую литературу. На этом съезде Мумтаз встретился с Максимом Горьким, с которым они были близкими друзьями. Горький даже приобрёл для Мумтаза дом в Москве. В этом же году в составе азербайджанской делегации участвовал в Москве на мероприятии, посвящённом 1000-летнему юбилею Фирдоуси.
Интерес представляют и литературно-исторические исследования Салмана Мумтаза и в топонимике. Мумтаз много странствовал и изучал географические названия городов и сёл. Мумтаз путешествовал с посохом в руке, с перемётной сумой на плече и в простых чарыках.
Салман Мумтаз работал также над составлением научно-критических текстов произведений классиков азербайджанской литературы. У Мумтаза имеются исследования жизни и творчества Насими, Шаха Исмаила Хатаи, Хабиби, Физули, Видади, Вагифа, Исмаил-бека Куткашенского и др., воспоминания о Мирза Алекпер Сабире и Аббасе Саххате. Салман Мумтаз дружил с известным поэтом Мирзой Алекпером Сабиром. Отдельным направлением исследований Салмана Мумтаза было стремление записать всего того, что он знал о Сабире.

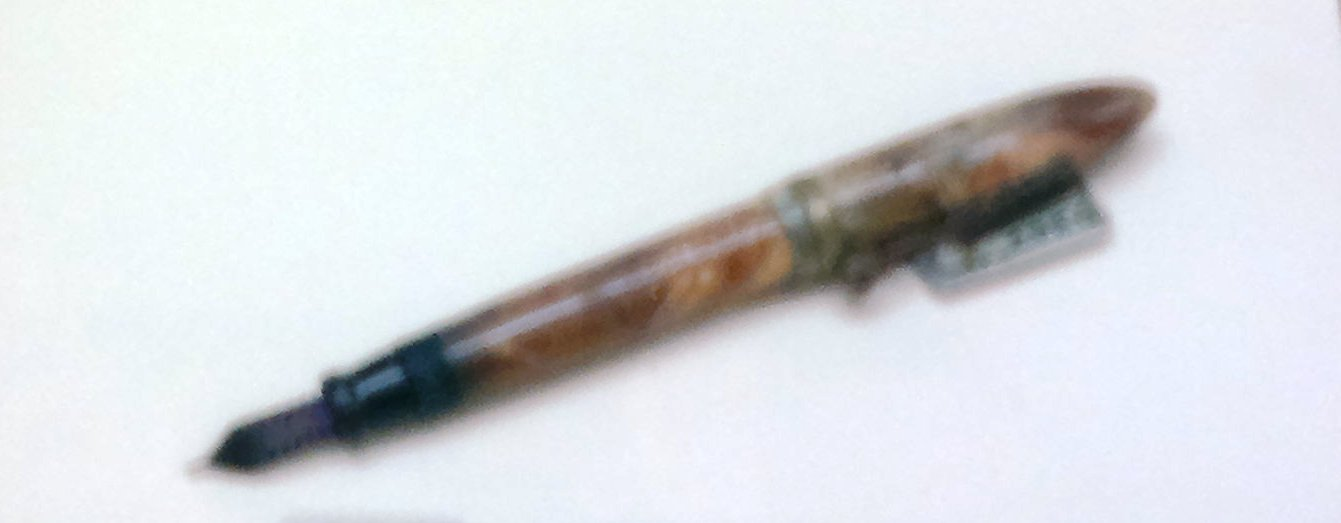
Ручка, принадлежавшая Салману Мумтазу. Музей истории Азербайджана (Баку)

Помимо журнала «Молла Насреддин» и газет «Азербайджан» и «Коммунист», Салман Мумтаз был сотрудником журналов «Занбур», «Гаджи Лейлек», «Тути», «Шейпур», «Фугара фиюзати», «Куртулуш», «Кардаш кемеки», «Маариф ве меденийет», «Гызыл Шарг», «Шарк гадыны», и газет «Сада», «Гюнеш», «Инкилаб», «Ачик сез», «Коммунист», «Прогресс», «Новый игбал», «Игбал», «Литературная газета». В этих газетах и журнгалах Мумтаз публиковал свои сатирические и лирические стихи, фельетоны, статьи под псевдонимами Ашхабадец, Васвасы, Эшшакарысы, Момин чиновник, Мумтаз (в переводе с арабского «мумтаз» означает «избранный», «отличный от остальных»), Сагсаган, Сярчя, Сярчягулу бей, С. М., С. Аскеров, Туркмендост, Хортдангулу бей, Хорданбейзаде, Чалаган и др. Эти работы Мумтаза до сих пор не собраны. Помимо родного азербайджанского Салман Мумтаз знал арабский, персидский, турецкий, урду и русский языки.
Помимо Сабира и Джалила Мамедкулизаде Салман Мумтаз дружил с такими писателями как Абдуррагим-бек Ахвердов, Гусейн Джавид, Сейид Гусейн, Абдулла Шаиг, Джафар Джаббарлы, Микаил Мушфиг. Влияние на мировоззрение Мумтаза оказало также общение со Львом Толстым, Максимом Горьким, Рабиндранатом Тагором, Садриддином Айни и др.

### Арест и гибель
В марте 1937 года, в разгар сталинских репрессий, Салман Мумтаз наряду с такими писателями, как Гусейн Джавид, Сеид Гусейн и Атабаба Мусаханлы, был раскритикован в газете «Бакинский рабочий» за его «идеологические ошибки». 10 июня этого же года Салман Мумтаз был исключён из состава Союза писателей Азербайджана, а на собрании 10-12 июня был назван «врагом народа». 19 июня он был освобождён от всех занимаемых им должностей, обвиняясь в национализме и пантюркизме. В личном деле Салмана Мумтаза, хранящемся в Центральном архиве Академии наук Азербайджана, сохранился приказ № 26 от 19 июня 1937 года за подписью тогдашнего директора Института языка и литературы АзФАН А. Ахмедова. В приказе говорится:
Аскерова Салмана Мумтаза снять с должности младшего научного работника Отдела литературы, как разоблачённого буржуазного националиста с 20 июня 1937 г.
Но несмотря на это, Мумтаз продолжал собирать и исследовать редкие рукописи и книги. Большую часть времени он проводил в личной библиотеке «Китабханейи-Мумтазиййе», где хранил собранные им за долгие годы ценные рукописи.

Салман Мумтаз, будучи под арестом

Но уже 8 октября 1937 года в 11 часов вечера в своём доме в Баку по адресу улица Буйнакская 25 (ныне — улица Шейх Шамиля) Салман Мумтаз был арестован. Ровно через неделю ему было предъявлено обвинение в преступлениях, предусмотренных статьями 69, 70, 72, 73 Уголовного Кодекса Азербайджанской ССР. Дело Мумтаза вели Синман, Галстян, Аванесян и Борщёв. На первом допросе 10 октября 1937 года лейтенант госбезопасности Галстян заявил Мумтазу: «Следствию известно, что вы по день ареста стояли на контрреволюционных националистических позициях борьбы с ВКП(б) и Советской властью и являетесь членом контрреволюционной националистической организации. Признаётесь в этом?» Мумтаз сказал: «Нет, не признаю!». Галстян предупредил Мумтаза, что тот будет «изобличён очными ставками как контрреволюционный националист и член контрреволюционной националистической организации».
Раньше Салмана Мумтаза был арестован заместитель директора АзФАН Рухулла Ахундов, допрошенный 4 апреля 1937 года и признавший, что являлся руководителем контрреволюционной буржуазно-националистической организации в республике и в Академии наук Азербайджанской ССР и что завербовал в неё Салмана Мумтаза вместе с Бекиром Чобанзаде, Юсифом Везировым, Сеидом Гусейновым, Узеиром Гаджибековым, Г. К. Санылы, Самедом Вургуном, Микаилом Мушфиком, Ахмедом Джавадом, Гусейном Джавидом, Эмин Абидом, Музнибом, Султан Меджидом, Велихановым, Сефикюрдским, Ашурбековым, Мусахановым и др. Во время очных ставок с Рухуллой Ахундовым, Алекпером Мамедкязимом, Бекиром Чобанзаде и Газизом Губайдуллиным (10 октября 1937 года) Салман Мумтаз категорически отрицал то, что ему приписывали. Мумтаз заявил, что не был завербован и контрреволюционером с 1925 или 1926 года не являлся.
Кроме изложенных выше обвинений, Салману Мумтазу была инкриминирована работа над изданием «азербайджанского националистического дастана» «Кер-оглу», через который он (Мумтаз), согласно обвинению, призывал народ к борьбе за национальную независимость от СССР. Также Мумтазу инкриминировалось участие в подготовке издания «Дивана» Махмуда Кашгари.
7 декабря 1937 года Галстян закончил следствие по делу Салмана Мумтаза. 8 декабря 1937 года капитан государственной безопасности Аванесян предъявил Мумтазу обвинительное заключение, по которому он обвинялся как «член Азербайджанской контрреволюционной буржуазной организации, стремившейся к отторжению Азербайджанской республики от СССР и как активный член созданного в 1936 году в Академии наук контрреволюционного пантюркистского центра, который проводил в Академии активную контрреволюционную вредительскую работу». Салман Мумтаз себя виновным не признал. 8 января 1938 года по делу Салмана Мумтаза № 12493/278 составляется протокол подготовительного заседания Военной коллегии Верховного суда СССР. 9 января 1938 года было проведено закрытое судебное заседание выездной сессии Военной коллегии Верховного суда СССР. Заседание началось в 15 часов. И здесь Салман Мумтаз в предъявленных ему обвинениях виновным себя не признал. В 15 часов 30 минут Военная коллегия вынесла Аскерову Салману Мумтазу приговор: 10 лет лишения свободы с поражением в политических правах на 5 лет и с конфискацией всего имущества.

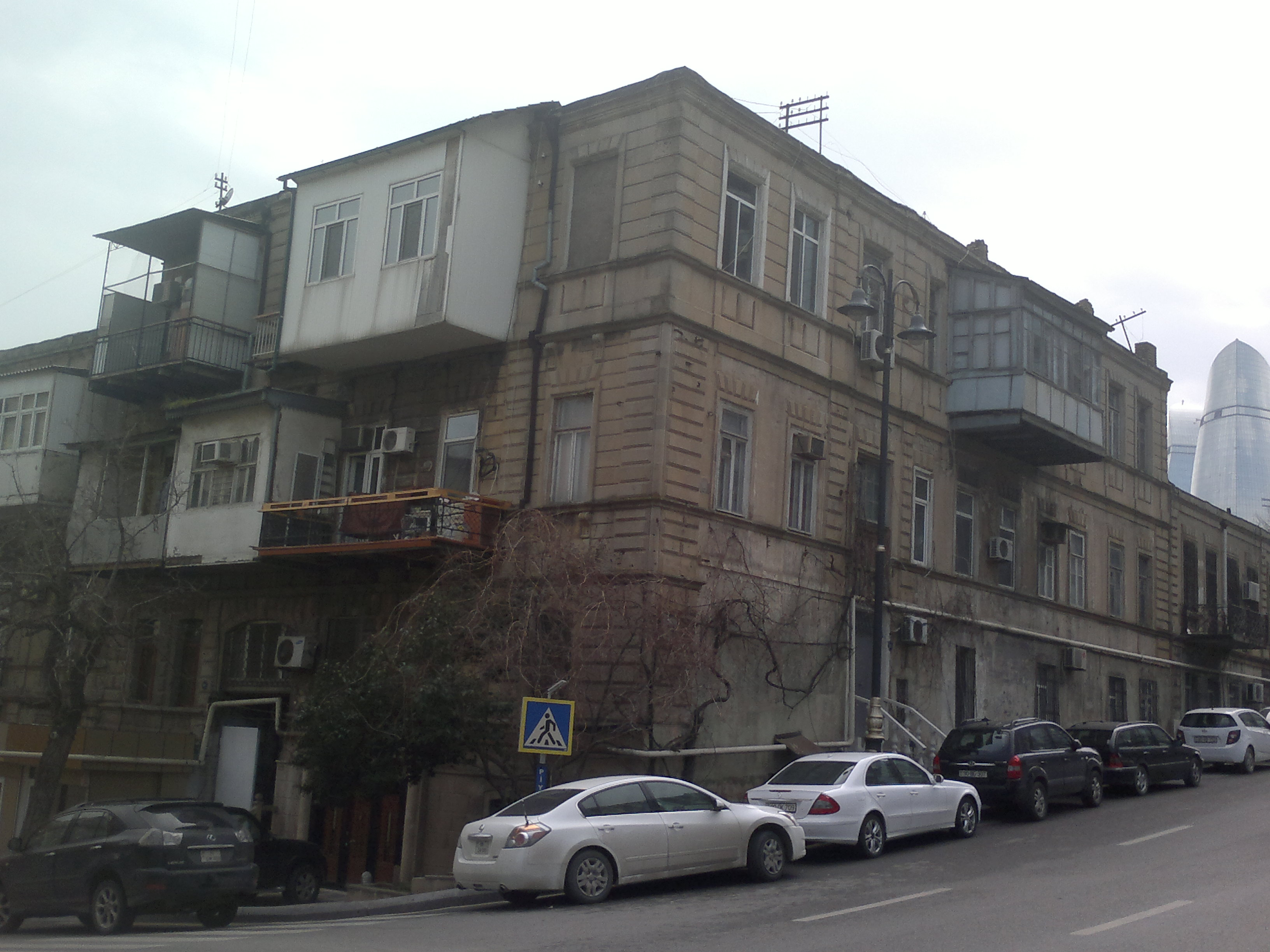
Дом на улице Шейх Шамиля 25 (бывшая Буйнакская), где до своего ареста жил Салман Мумтаз

Когда Мумтаза арестовали, все собранные им рукописи были сожжены. Во время обыска в квартире и конфискации имущества Салмана Мумтаза у него было изъято 238 рукописей на восточных языках по различным областям средневековых наук. Часть собственных научных трудов Мумтаза, которые он не успел опубликовать, была присвоена другими, и эти труды вышли уже под чужими фамилиями. Дочери же Салмана Мумтаза Шахле-ханум было выплачено 6010 рублей 60 копеек за 238 рукописей. Некоторые авторы отмечают, что при аресте Мумтаза погибли 270 собранных им манускриптов.
В некоторых источниках указывается, что Салман Мумтаз скончался по причине болезни. Некоторые авторы, например, отмечали, что Мумтаз скончался 21 декабря 1941 года в Соль-Илецкой тюрьме. В справке о смерти же, которая была дана членам его семьи, указывалось, что Салман Мумтаз скончался в городе Орёл из-за кровоизлияния в мозг.
В действительности Салман Мумтаз 24 февраля 1938 года был отправлен для отбытия срока наказания в Соль-Илецкую тюрьму, а позже в город Орёл. В то время в Орёл ссылали известных в те годы арестованных учёных. В июне 1941 года началась Великая Отечественная война. Перед тем как город был взят немцами, по приказу Лаврентия Берии и с согласия Иосифа Сталина, все заключённые в городе были расстреляны. Они сами рыли себе могилы и после расстрелов там же и были погребены. В русскоязычных источниках датой расстрела называется 6 сентября 1941 года.
В период наступившей в стране «хрущёвской оттепели», 16 ноября 1956 года Верховным судом СССР дело по обвинению Салмана Мумтаза было прекращено. Приговор по делу Салмана Мумтаза был отменён Верховным судом СССР 17 ноября 1956 года и он был реабилитирован (посмертно). Сообщение о его смерти его родные получили лишь 4 марта 1957 года.

## Семья
Супругой Салмана Мумтаза являлась Зейнаб-ханум, которая так же как и сам Салман была родом из Шеки. У супружеской пары было двое детей: сын — Искендер и дочь Шахла-ханум.
После того как Салман Мумтаз был репрессирован его сын Искендер, будучи студентом 5-го курса Московской художественной академии, был отчислен, дочь Шахла же было отчислена со 2-го курса химического факультета Бакинского государственного университета.
Сын Шахлы-ханум и внук Салмана Мумтаза Урхун Галабейли стал востоковедом и выполнил немалый труд в признании наследия Салмана Мумтаза. Сама Шахла-ханум Мумтаззаде также, защищая права отца, многое пережила, даже обращалась к самому Хрущёву. В результате этого обращения не удалось полностью забыть Салмана Мумтаза.

## Исследования в области литературы

### Изучение жизни и творчества азербайджанских классиков

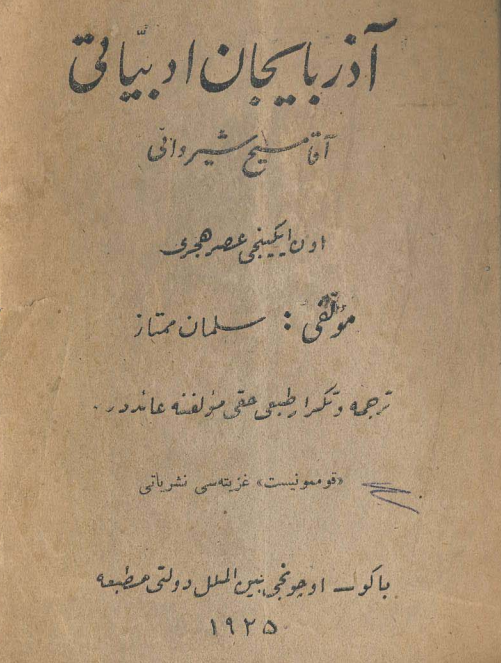
Титульный лист книги Салмана Мумтаза, посвященной творчеству Ага Масиха Ширвани. Издана в 1925 году

Салман Мумтаз впервые издал книги, на которых была написана «Азербайджанская литература». Из 16 этих книг первая, изданная в 1925 году, была посвящена творчеству Ага Масиха Ширвани. Гасаноглу, Гази Бурханеддина, Шаха Исмаила Хатаи, Насими и Физули Мумтаз называл «пятиконечной звездой небес нашего просвещения». Салман Мумтаз высоко ценил то, что эти поэты писали на родном языке, он с особой любовью исследовал наследие этих писателей и выявил множество неизвестных произведений этих авторов. Он также впервые написал о таких поэтах как Хабиби, Анвароглу, Исмаил-бек Куткашенский и десятки других. Он впервые издал целый ряд произведений и впервые выявил подлинных авторов многих произведений. Салман Мумтаз впервые опубликовал сочинения Ковси Табризи (1925), Касым-бека Закира (1925, 1936), Молла Панаха Вагифа (1925, 1937), Насими (1926), Мирзы Шафи Вазеха (1926), Видади (1936) и др.
Первым серьёзным достижением Салмана Мумтаза считается его статья «Один из азербайджанских поэтов Насими», опубликованная им в 1923 году в газете «Коммунист», где он публиковал статьи под заголовком «Забытые листья». Жизнь и творчество Насими в азербайджанском литературоведении было впервые столь широко рассмотрено именно в этой статье Мумтаза. В 1926 году Салман Мумтаз издал диван Насими на азербайджанском арабицей. В 20-х гг. Мумтаз писал, что у Насими был брат по имени Шахандан. Мумтаз также отмечал, что знаменитое кладбище Шахандан в Шемахе связано с именем Шахандана. На основе этого Мумтаз приходил к выводу о том, что Насими родился в городе Шемахы.
В 1921 году Салман Мумтаз впервые в истории написал о жизни и творчестве Хабиби. Он перевёл с персидского на азербайджанский ценные сведения о Хабиби, данные Сам Мирзой и представил Хабиби как талантливого поэта. Вместе со статьей о поэте Салман Мумтаз опубликовал его газель и адресованное ему посвящение Физули. В 3-м номере журнала «Фугара фиюзати» от 1921 года Мумтаз первым указывал, что Хабиби родился в 1470-75 гг.

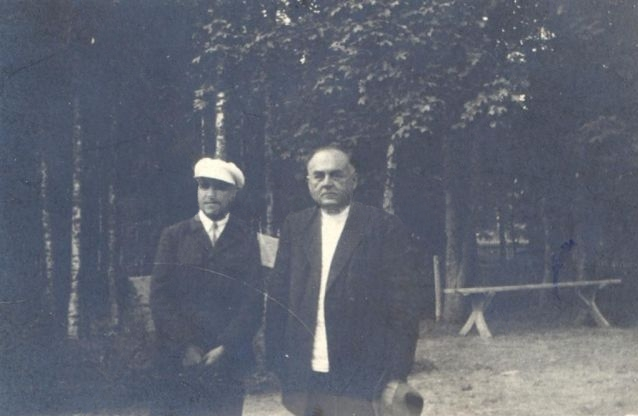
Салман Мумтаз и Габиб Самедзаде

В 1930 году он впервые издал диван Шаха Исмаила Хатаи. Для этого он использовал рукопись его дивана XVII века, которая хранится в Фонде рукописей Азербайджана. Мумтаз был первым, кто использовал эту рукопись. Все издания дивана Хатаи основаны на этой рукописи. В 1923 году Мумтаз опубликовал неполный список поэмы «Дехнаме» Хатаи с рукописи XVII века, который сегодня хранится в Институте рукописей Национальной академии наук Азербайджана в Баку.
19 марта 1937 года он подал заявление на создание комиссии по поводу I тома подготовленной им к печати произведений Физули. Комиссия подготовила документ о работах Мумтаза. Известно, что из подготовленных Мумтазом произведений Физули, прошедших редакцию Бертельса, I том на латинице (газели) находился у Габиба Самедзаде, часть II тома на арабице («Лейли и Меджнун») была отправлена Бертельсу, другая находится в Баку, III том («Бангу-Баде») был в черновом варианте и находился у самого Мумтаза. 260-страничная монография биографии Физули прошла редакцию Бертельса и была передана в архив Института рукописей. Подготовленный же Мумтазом в 1934 году «Диван» Шаха Исмаила Хатаи, которая прошла редакцию Бекира Чобанзаде, Таги Шахбази, Али Назима и частично Гамида Араслы, хранится в архиве Института рукописей в Баку.
Салман Мумтаз создал список с именами 483 азербайджанских поэтов. Он планировал с 1933 по 1938 год проводить обширные исследования о 104 поэтах.

### Исследования фольклора

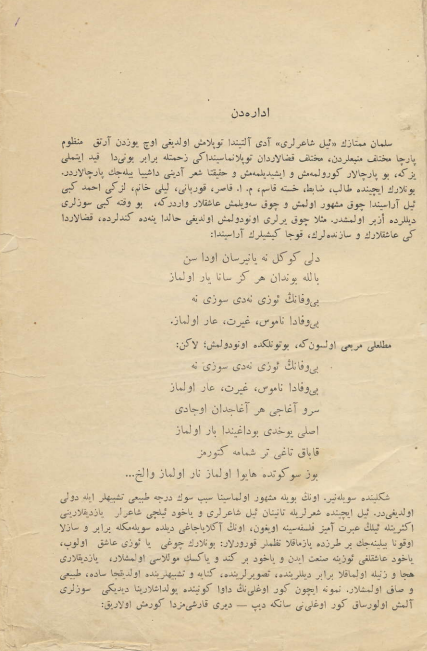
Страница из первого тома первого издания книги Мумтаза «Народные поэты». Баку, 1927

Салман Мумтаз делил литературу на две части: классическую и народную (устное творчество, фольклор). Он работал в собирании азербайджанского фольклора и его публикации.
Начиная с 1920 года Мумтаз начинал собирать образцы азербайджанского устного народного творчества. Он трудился вместе с такими фольклористами как Вели Хулуфлу, Ханафи Зейналлы и Гуммет Ализаде.
Он собирал и исследовал как баяты (четверостишья), к примеру его книги «Ашуг Абдулла» (1927), и «Сары Ашуг» (1935), так и систематизировал азербайджанскую народную литературу. Первым его опытом в этом деле является двухтомное издание «Народные поэты» (1-е издание: 1927-28; 2-е издание: 1935-36 гг.), и сегодня признающийся ценным научным изданием. Здесь им опубликованы образцы азербайджанской ашугской поэзии.

### Изучение творчества поэтов Востока
Помимо исследований жизни и творчества азербайджанских поэтов и писателей, Салман Мумтаз писал и о других классиках восточной поэзии. У Мумтаза имелись статьи о Фирдоуси, Саади, Рудаки, Навои, Махтумкули и пр. Все эти статьи, в 1920-х-30-х гг. были высоко оценены литературоведами как новое слово об этих поэтах. Мумтаз знакомил азербайджанского читателя также с такими авторами как Абу Наср Фараби, Абу Али ибн-Сина, Джалаладдин Руми, Амир Хосров Дехлеви, Абдуррагим Джами, Илья Чавчавадзе, Рабиндранат Тагор.
В 1925—26 годах Салман Мумтаз опубликовал ряд статей в связи с 500-летием со дня рождения Алишера Навои, среди которых «Влияние Навои в нашей литературе» (газета «Коммунист», 4 марта 1926) и «Амир Алишер Навои» (газета «Ени йол», 4 марта 1926). В этих статьях Мумтаз рассказывает об особенностях произведений Навои, о влиянии его творчества на азербайджанскую литературу, и о влиянии азербайджанской литературы на творчество Навои.
В своих статьях, посвящённых 1000-летию Фирдоуси и опубликованных в журнале «Революция и культура» (№ 9-10, 1934 год), Салман Мумтаз повествует об истории изучения наследия Фирдоуси и анализирует его поэму «Шахнаме».
Салман Мумтаз является первым за пределами Турции, кто написал о турецком поэте Эмрахе из Эрзурума, а также издал ряд его стихов.

## Собранные рукописи
Салман Мумтаз был собирателем образцов классической литературы. С целью собрать рукописи иногда покупкой за золото, иногда за благодарность, а порой и, произнося шутку «отдающему книгу одну руку долй, возвращающему — два», Мумтаз объездил весь Азербайджан, побывал от Баку до Гаха, от Дербента до Ленкорани, от Газаха до Губы, от Шеки до Астары. За ценными старинными книгами Салман Мумтаз ездил даже в Дагестан, Грузию, Армению, Россию, Среднюю Азию. К примеру, за книгой Исмаил-бека Куткашенского «Рашид бек и Саадат ханум» Мумтаз дошёл до самого Владикавказа. Во время своих путешествий он часто останавливался в грязных караван-сараях, голодал. В 1922 году во время одной из таких поездок Мумтаз подхватил сыпной тиф и шесть месяцев не мог встать с постели.
Из собранных с большим трудом рукописей Мумтаз создал большую библиотеку. Здесь у него имелась рукопись дастана «Китаби-Деде-Горгуд», являвшаяся третьей рукописью после Дрезденской и Ватиканской, самый старинный и самый совершенный «Диван» Физули, первые известные науке рукописи «Дахнаме» и «Насихатнаме» («Книга наставлений») Шаха Исмаила Хатаи, а также рукописей сотни других видных азербайджанских поэтов. Его библиотеку по богатству старинных рукописей сравнивали с библиотекой Абдульгани Нухави Халисагарызаде и библиотекой Мухаммед Али Тарбията.
Большинство рукописей, собранных Мумтазом были на тюркском языке. Кроме того, Мумтаз собирал рукописи в то время, когда тех, у кого находили дома бумаги с арабскими буквами, могли расстрелять или же сослать в Сибирь. Репрессии 1937 года нанесли большой удар по тюркским народам. Многие участники первого тюркологического съезда 1926 года были объявлены пантюркистами, националистами, контрреволюционерами, подверглись репрессиям и погибли. Наименование «тюрк» стало под запретом (азербайджанцев с 1936 года стали официально называть азербайджанцами). Чтобы тюркские народы не могли изучать свою историю все старинные тюркские рукописи и книги, написанные арабским алфавитом, сжигались. Салман Мумтаз и его библиотека также стали жертвами этой политики. Когда в октябре 1937 года сотрудники НКВД арестовали Мумтаза, то и его рукописи, нагруженные в две машины, были конфискованы.
Спустя годы, после обращения желающей вернуть наследие своего отца дочери Салмана Мумтаза Шахлы Мумтаззаде, президент Академии Азербайджанской ССР Юсиф Мамедалиев и председатель Союза писателей Азербайджанской ССР Сулейман Рагимов будут выяснять судьбу библиотеки Салмана Мумтаза и, в 1957 году им выдадут справку следующего содержания: «9 октября 1937 года во время ареста было взято: 12 различных книг, различные материалы, 3 мешка и одна сумка рукописей и одна связка специальных материалов. Однако, о дальнейшей судьбе этих материалов сведений у нас не имеется.» Арон Рыбаков, участвовавший при конфискации рукописей Салмана Мумтаза 9 октября, после того, как его спросили, что было в мешках, ответил: «Все были Кораны.» Архив дома на набережной, где размещалось НКВД Азербайджанской ССР, по словам знакомых с библиотекой Салмана Мумтаза писателей и учёных, сохранит список всего 238 произведений Мумтаза. Позднее первый секретарь ЦК КП Азербайджанской ССР Имам Мустафаев выяснит, что рукописи были сожжены во дворе НКВД.
Сегодня очень мало чего осталось от той библиотеки Мумтаза: подаренные Эрмитажу и Азербайджанскому филиалу Академии наук СССР книги, документы, написанные им рукописи во время работы в филиале, его плановые работы, а также корзина произведений, не замеченных в день ареста, и, отданных позднее в Фонд рукописей республики (ныне — Институт рукописей Академии наук Азербайджана).

## Память

Мемориальная доска в память об азербайджанских репрессированных писателях с именем и Салмана Мумтаза. Здание Союза писателей Азербайджана, Баку. Автор Народный художник Азербайджана Эльджан Шамилов.

Исследователь кандидат филологических наук Расим Тагиев опубликовал в 1986 году книгу, состоящую из статей Салмана Мумтаза. Редактором этой книги «Салман Мумтаз. Истоки азербайджанской литературы» был доктор филологических наук, профессор Акпер Агаев, рецензент — академик Мамед Ариф.
17 сентября 1996 года Центральному государственному архиву литературы и искусства Азербайджанской Республики было присвоено имя Салмана Мумтаза.
В городе Шеки есть улица Салмана Мумтаза.
В Национальной библиотеке Турецкой Республики имеется уголок, посвящённый Салману Мумтазу.
На стене внутри здания Союза писателей Азербайджана в Баку имеется мемориальная доска в память об азербайджанских репрессированных писателях с именами 27 репрессированных членов Союза писателей. На мемориальной доске выгравировано также имя Салмана Мумтаза.
В Музее истории Азербайджана в Баку экспонируется ручка, принадлежавшая некогда Салману Мумтазу.
В 2013 году Азербайджанским телевидением был снят документальный фильм, посвящённый жизни и творчеству Салмана Мумтаза.

### Книги
- Биография Ахмеда Хатифа Исфахани. — 1913.
- Ага Масих Ширвани. — Баку: Коммунист, 1925. — С. 3—10.
- Молла Панах Вагиф. — Баку: Коммунист, 1925. — С. 3—47.
- Нишат Ширвани. — Баку: Коммунист, 1925. — С. 3—11.
- Мухаммадгусейн хан Муштаг. — Баку: Коммунист, 1925. — С. 3—32.
- Говси. — Баку: Коммунист, 1925. — С. 3—9.
- Кербалаи Аллахи Ариф. — Баку: Коммунист, 1925. — С. 3—4.
- Нитги Ширвани. — Баку: Коммунист, 1925. — С. 3—4.
- Касым-бек Закир. — Баку: Коммунист, 1925. — С. 3—24; 357.
- Мирза Шафи Вазех. — Баку: Коммунист, 1926. — С. 3—6.
- Сеид Имадеддин Насими. — Баку: Коммунист, 1926. — С. 3—9.
- Баба-бек Шакир. — Баку: Азернешр, 1927. — С. 5—9.
- Ашуг Абдулла. — Баку: Азернешр, 1927. — С. 7—20.
- Народные поэты. — Баку: Коммунист, Первое издание: 1927 (I том), 1928 (II том). Второе издание: 1935 (I том), 1936 (II том).
- Мехди-бек Шегаги. — Баку: Азернешр, 1928. — С. 3—8.
- Агабагир Ширвани. — Баку: Азернешр, 1928. — С. 3—5.
- Мирза Насрулла-бек Дида. — Баку: Азернешр, 1928. — С. 6—12.
- Вагиф (в соавторстве с И. Джахангировым). — Баку, 1933.
- Сары Ашуг и его баяты. — Баку, 1935.
- Молла Вели Видади. Стихи / Составитель Салман Мумтаз. — Баку: Азернешр, 1936. — С. 11—18.

### Статьи
- Мирза Шафи (азерб.) // Куртулуш : журнал. — Баку, 1920. — No 1. — S. 7—8.
- Зовги (азерб.) // Куртулуш : журнал. — Баку, 1920. — No 2. — S. 13—14.
- Азербайджанский поэт: Наша (азерб.) // Фугара фиюзати : журнал. — Баку, 1920. — No 1. — S. 20—22.
- Рудаки и Молла Панах Вагиф (азерб.) // Фугара фиюзати : журнал. — Баку, 1920. — No 2. — S. 18—21.
- Султануш-Шуара Хабиби (азерб.) // Фугара фиюзати : журнал. — Баку, 1921. — No 3. — S. 31—35.
- Насими (азерб.) // Маариф ве меденийет : журнал. — Баку, 1923. — No 1. — S. 26—30.
- Азери Челеби (азерб.) // Маариф ве меденийет : журнал. — Баку, 1923. — No 2. — S. 23.
- Народный поэт Гурбани (азерб.) // Гызыл Шарг : журнал. — Баку, 1923. — No 2—3. — S. 108—110.
- Шах Хатаи (азерб.) // Маариф ве меденийет : журнал. — Баку, 1923. — No 3; 4—5; 8—9. — S. 30—33; 30—33; 9—16.
- Туркменские поэты (азерб.) // Маариф ве меденийет : журнал. — Баку, 1923. — No 8—9. — S. 9—10.
- Строки Шахбейт и Барджаста (азерб.) // Маариф ве меденийет : журнал. — Баку, 1923. — No 10. — S. 17—18.
- Дильмадж (азерб.) // Коммунист : журнал. — Баку, 1923. — 9 noyabr (no 253). — S. 7.
- Ага Масих (азерб.) // Шарк гадыны : журнал. — Баку, 1924. — No 1. — S. 7—8.
- Насихатнаме (азерб.) // Маариф ве меденийет : журнал. — Баку, 1924. — No 4. — S. 36—38.
- Сефи (азерб.) // Маариф ве меденийет : журнал. — Баку, 1925. — No 1 (21). — S. 30—33.
- Шахи (азерб.) // Маариф ве меденийет : журнал. — Баку, 1925. — No 3. — S. 20—21.
- Властелин сердец (азерб.) // Коммунист : газета. — 1925. — 18 may (no 11). — S. 5.
- В ознаменование вечера Физули (азерб.) // Коммунист : газета. — 1925. — 26 may (no 18). — S. 2.
- Шейх Низами (азерб.) // Коммунист : газета. — 1925. — 28 iyul (no 222). — S. 5.
- Амир Алишер Навои (азерб.) // Ени йол : газета. — 1926. — 4 mart (no 54 (465)). — S. 2.
- Влияние Навои в нашей литературе (азерб.) // Коммунист : газета. — 1926. — 4 mart (no 54 (1649)). — S. 5.
- Молла Гасым и Юнус Эмре (азерб.) // Инкилаб ве меденийет : журнал. — 1929. — No 1. — S. 43—44.
- Анбароглу (азерб.) // Инкилаб ве меденийет : журнал. — 1929. — No 3—4. — S. 49.
- Нововведение в удалении зуба (азерб.) // Инкилаб ве меденийет : журнал. — 1929. — No 7—8. — S. 55—56.
- Краткая история шекинских ханов (азерб.) // Маариф ишчиси : журнал. — Баку, 1929. — No 2—3 (43—44).
- Халак (азерб.) // Путь изучения Азербайджана : журнал. — 1930. — No 8. — S. 46—47.
- Мировой поэт Фирдоуси (азерб.) // Инкилаб ве меденийет : журнал. — 1934. — No 9—10. — S. 30—35.
- Бессмертный поэт (азерб.) // Литературная газета : газета. — Баку, 1935. — 2 yanvar (no 6). — S. 2.
- Мирза Фатали (Сабухи) и Джафаркули Хан Нава (азерб.) // Литературная газета : газета. — Баку, 1935. — 30 yanvar (no 6). — S. 3.
- Мирза Фатали Сабухи и османский председатель Фуад Паша (азерб.) // Литературная газета : газета. — Баку, 1935. — 21 fevral (no 6). — S. 3.
- Раддиладжз Аласаддар Санати и литературные отрывки написанные этим искусством (азерб.) // Литературная газета : газета. — Баку, 1935. — 1 mart (no 7). — S. 3.
- Мирза Фатали Сабухи, Мирза Шафи Вазех и Молла Аббас Ашифта (азерб.) // Литературная газета : газета. — Баку, 1935. — 9 mart (no 8 (27)). — S. 2.
- Лугаз, чистан и билмедже (азерб.) // Литературная газета : газета. — Баку, 1935. — 25 mart (no 10). — S. 2.
- Азербайджанский прозаик сто лет назад (азерб.) // Литературная газета : газета. — Баку, 1936. — 11, 24 03 (no 5; 6). — S. 3—4; 3.
- Жизнь Исмаил-бека Куткашынлы, автора «Рашид-бек и Саадат-ханум» (азерб.) // Литературная газета : газета. — Баку, 1936. — 8 iyun (no 11 (64)). — S. 3.
- Бессмертный человек (азерб.) // Коммунист : газета. — Баку, 1936. — 20 iyun (no 141).
- Мирза Фатали Сабухи и Мирза Мухаммед Катиб (азерб.) // Литературная газета : газета. — Баку, 1936. — 31 iyul (no 19—20 (69—70)). — S. 3.
- Мои воспоминание об Абульгасыме Набати (азерб.) // Литературная газета : газета. — Баку, 1936. — 20 августа, 3, 28 сентября. — No 21 (71), 22/72/, 23/73. — S. 2, 3—4, 4.
- Касум-бек Закир и Илико Чавчавадзе (азерб.) // Литературная газета : газета. — Баку, 1937. — 29 may (no 23 (108)). — S. 1.
- Воспоминание о Сабире (азерб.) // Литература и искусство : газета. — Баку, 1970. — 23 may. — S. 8—9.